# Chris Claremont
Pour les articles homonymes, voir Chris et Claremont.
 (janvier 2013).
Si vous disposez d'ouvrages ou d'articles de référence ou si vous connaissez des sites web de qualité traitant du thème abordé ici, merci de compléter l'article en donnant les références utiles à sa vérifiabilité et en les liant à la section « Notes et références ».
Œuvres principales
- Série La Nouvelle Saga de Willow

Chris Claremont, né le 30 novembre 1950 à Londres, est un scénariste américain de bandes dessinées d'origine britannique. Il est célèbre dans le monde des comics pour avoir, de 1976 à 1991, scénarisé les aventures des X-Men, dont il a grandement contribué à faire une franchise populaire et lucrative pour Marvel Comics.

## Scénariste de comics

### Les débuts
Chris Claremont intègre les éditions Marvel en tant que stagiaire puis assistant, notamment des scénaristes et éditeurs Roy Thomas ou Len Wein. La première participation de Claremont à un scénario de comic débute avec X-Men no 59 d'août 1969 (non crédité), où il suggère la fin du scénario, quand Cyclope envoie les Sentinelles vers le soleil, la source de leur mutations. Il se voit confier différentes collaborations, dont la série Iron Fist en 1974 qui lui permet de travailler pour la première fois avec le dessinateur John Byrne.

### Les X-Men
En 1976, Len Wein relance X-Men, série qui s'était interrompue pendant plusieurs années à cause de ses mauvaises ventes. Claremont n'apparaît pas au scénario du Giant Size 1 qui relance la série des X-Men, mais suggère à Wein la fin de l'histoire. Par la suite, Wein, occupé par les titres phares de Marvel, délaisse les X-Men. Il confie le scénario à Claremont qui restera seize ans à ce poste. Au fil des années, il transforme une série secondaire en principale franchise des éditions Marvel.
Accompagné de dessinateurs comme Dave Cockrum ou John Byrne, il développe des personnages comme Colossus, Wolverine, Tornade qui deviennent très vite mythiques. Il est également à l'origine de nombreux personnages, tels que Malicia, Dents de sabre, Mystique ou Emma Frost. Il écrit des histoires considérées aujourd'hui comme faisant partie des classiques : « Dieu crée, l'homme détruit » (God Loves, Man Kills), « La saga du Phénix Noir » (The Dark Phoenix Saga), « Futur Antérieur » (Days of Future Past) et participe aux lancements de séries dérivées (spin-off) des X-Men : Les Nouveaux Mutants (New Mutants), Excalibur ou Wolverine.

### Changement de cap
Au début des années 1990, Claremont est victime de son succès. Les résultats commerciaux des X-Men incitent la direction de Marvel à beaucoup plus contrôler l'orientation de la série. En désaccord avec l'éditeur Bob Harras, Claremont quitte son poste de grand ordonnateur de la franchise. Il travaille pendant plusieurs années pour d'autres éditeurs, tels qu'Image (sur WildC.A.T.S et Cyberforce), Dark Horse Comics (Aliens vs. Predator) ou DC Comics (Sovereign Seven, Star Trek Debt of Honor).

### Chris Claremont en tant que romancier
En dehors du monde des comics, il coécrit avec George Lucas la trilogie La Nouvelle Saga de Willow, composée de Willow, lune d'ombre (1995), Willow, crépuscule d'ombre (1996) et Willow, étoile d'ombre (1999).
Il est également l'auteur d'une trilogie de science-fiction mettant en scène Nicole Shea, une femme pilote de vaisseau spatial : First Flight (1987), Grounded! (1991) et Sundowner (1994).

### Le retour chez Marvel
Ce n'est qu'en 1997 que Claremont retourne chez Marvel. Intégrant la direction de l'éditeur en tant que consultant créatif, il est également scénariste de la série Fantastic Four. En 1999, il revient à la tête des X-Men. Mais son retour ne convainc ni les fans ni Marvel, qui souhaitaient des histoires plus simples pour accompagner la sortie du film X-Men. Claremont se voit alors confier la série parallèle X-Treme X-Men. Au début des années 2000, il reste lié à la franchise mutante, pour qui il écrit différents projets.
En 2015 il est ajouté au Temple de la renommée Will Eisner, aux côtés des principaux auteurs américains de sa génération.

## Œuvres

### Série Marada
Série dessinée par John Bolton (auteur).
1. Marada la louve (Marada the She-Wolf) paru chez Marvel originellement dans le magazine Epic Illustrated (en) 10 à 12 (1982).
2. Marada 2 Le Sorcier des Abysses (Wizard's Masque) : Epic Magazine, 1980 ((en) Epic Illustrated, 1980) 22-23 (1984).

### SérieFirst Flight
1. (en) First Flight, 1987
2. (en) Grounded!, 1991
3. (en) Sundowner, 1994

### SérieWild Cards
1. One-Eyed Jacks, J'ai lu, coll. « Nouveaux Millénaires », 2019 ((en) One-Eyed Jacks, 1991)Anthologie de nouvelles écrites avec Stephen Leigh, Victor Milán, John J. Miller, Kevin Andrew Murphy (en), Lewis Shiner, Walton Simons (en), Melinda Snodgrass, Carrie Vaughn et William F. Wu

### Univers cinématographiqueX-Men
1. (en) X-Men 2, 2003
2. (en) X-Men: The Last Stand, 2006

### SérieLa Nouvelle Saga de Willow
Cette série est coécrite avec George Lucas.
1. Willow, lune d'ombre, 2011 ((en) Shadow Moon, 1995)
2. Willow, crépuscule d'ombre, 2012 ((en) Shadow Dawn, 1997)
3. Willow, étoile d'ombre, 2013 ((en) Shadow Star, 1999)

### Roman indépendant
- (en) Dragon Moon, 1994Écrit avec Beth Fleisher.

### Nouvelles traduites en français
- La Chance d'être une femme, 2019 ((en) Luck Be A Lady, 1991)Publiée dans l'anthologie One-Eyed Jacks, J'ai lu, coll. « Nouveaux Millénaires »

## Prix et distinctions
- 1980 : Prix Inkpot
- 1998 :  Prix Haxtur de la meilleure histoire longue pour The Black Dragon (avec John Bolton)
- 2015 : Temple de la renommée Will Eisner